# Chandala
Chandala (Sanskrit: चाण्डाल, cāṇḍāla) ist ein sanskritisches Wort, welches die "fünfte Kaste" der Unberührbaren (Parias) bezeichnet, die unterste Schicht der indischen Gesellschaft. Ihre traditionellen Berufe waren Leichenwäscher, Leichenverbrenner, Henker, Straßenkehrer, Lumpensammler, Wachmann, Landarbeiter, Lohgerber, aber auch untypische Berufe wie Bettler, Kriminelle und Prostituierte. Im modernen indischen Sprachgebrauch gehören sie zu den Scheduled Castes, obwohl Ambedkar den Namen Dalit bevorzugte. Chandal gilt in Indien auch als Schimpfwort.

## Etymologie
Vielleicht von Sanskrit ćanda "heiß, zornig, böse", welches mit dem deutschen "hassen" verwandt ist. Vgl. Chanda (Mythologie).

## Geschichte
Chandalas werden in den Upanishaden und in der frühen buddhistischen Literatur erwähnt. Laut der Manusmriti sind sie Nachkommen einer schändlichen Kastenmischung zwischen Shudra-Männern und Brahmanen-Frauen.

„Die Behausung der Chandalas und Cavpacas (sapaka) sollte außerhalb des Dorfes sein; ihnen sollte kein Geschirr (apapatra) zugestanden werden; ihr Eigentum besteht aus Hunden und Eseln. Ihre Kleider sollten Bekleidung von Toten sein und ihr Schmuck aus Eisen. Ihr Essen nehmen sollten sie von zerbrochenen Tellern; und sie müssen ständig umher wandern.“

Chandalas war der Zutritt zu Tempeln verwehrt, sie durften keine Sanskrit-Literatur lesen und waren Analphabeten, sie durften Dorfbrunnen nicht benutzen und mussten in eigenen Siedlungen außerhalb von Dörfern leben.
Endogame Ehen innerhalb derselben Kaste waren die Regel, ebenso waren hypergame Ehen (anuloma) gestattet, in denen die Frau einen Mann höherer Kaste heiratete. Hypogame Ehen (pratiloma), in denen die Kaste der Frau höher war als jene des Mannes, galten als schändlich.
Der chinesische Pilger Faxian erwähnt in seinem Itinerar aus dem frühen 5. Jahrhundert die Chandalas als die einzigen, die Zwiebel und Knoblauch essen und von den anderen getrennt wohnen. Sie müssen sich bemerkbar machen wenn sie in Städte oder auf Marktplätze kommen, damit man sie meide. Die Chandalas sind als Unberührbare die einzigen, die jagen und Fleisch verkaufen.
In der Neuzeit bezeichnete Chandala auch eine Kaste von Landwirten, Fischern und Seeleuten in Bengalen, die Namashudra.
Nach der Unabhängigkeit Indiens 1947 wurde die Unberührbarkeit durch eine neue Verfassung abgeschafft. Im Zuge einer Art Affirmative Action wurden sie im Bildungswesen und in der staatlichen Verwaltung bevorzugt beschäftigt. Bei der Volkszählung 1991 waren 16,48 Prozent der Bevölkerung Indiens Unberührbare.

## In moderner Literatur
Der deutsche Philosoph Friedrich Nietzsche setzte die Tschandala mit dem Christentum in Relation. Der schwedische Schriftsteller August Strindberg veröffentlichte 1889 einen Roman mit demselben Titel.